# Триумфална корона
Триумфалната корона (Corona Triumphalis) е най-високата награда за военни в Римската империя.
Тя е лавров венец и се носи при Триумфално-шествие с Tunica Palmata (пурпурна туника с палмети), с Toga picta (със златни звезди пошита пурпурна тога) и с жезъл от слонова кост с един златен орел. Носителите имат право да я носят при обществени прояви.
Триумфаторът носи от пресни лаврови клони (corona laurea) направения венец на главата, докато един държавен роб едновременно държи над главата му един масивен златен венец от дъбови листа (corona Etrusca). Етруската корона е на капитолийския Бог Юпитер (Jupiter Optimus Maximus) и не може да се слага директно на главата на никакъв човек.